# Marie Langer

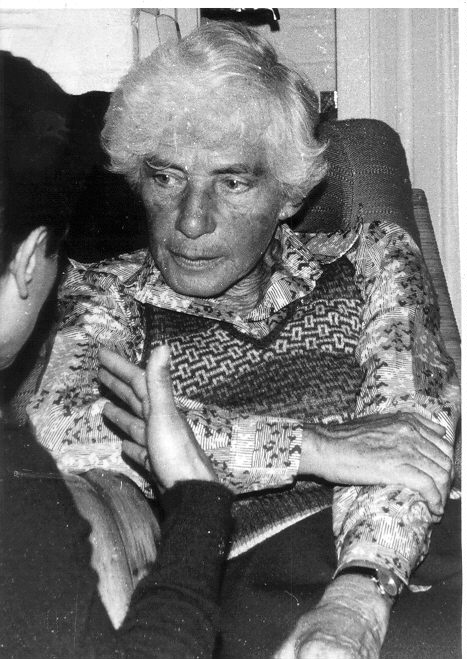
Marie Langer (1979)

Marie Langer geb. Glas (31. August 1910 in Wien – 22. Dezember 1987 in Buenos Aires) war eine argentinische Psychoanalytikerin und Ärztin österreichischer Abstammung, die zeitlebens sozial und politisch engagiert war.

## Leben
Aus dem assimilierten jüdischen Großbürgertum stammend, besuchte Marie Glas ab 1922 die Schwarzwaldschule, wo sie mit marxistischem und feministischem Gedankengut konfrontiert wurde. Wenige Monate vor der Matura heiratete sie 1929 Herbert Manovill, von dem sie sich 1932 wieder scheiden ließ. 1933 wurde sie Mitglied der Kommunistischen Partei Österreichs (KPÖ), die sechs Wochen später verboten wurde. Bereits während ihres Medizinstudiums absolvierte sie eine Analyse bei Richard Sterba. 1935 schloss sie ihre Studien ab, ließ sich zur Anästhesistin ausbilden, arbeitete in der Frauenabteilung der Psychiatrischen Universitätsklinik bei Heinz Hartmann und trat der Wiener Psychoanalytischen  Vereinigung (WPV) bei. Somit war sie zum Leben im doppelten Untergrund gezwungen, da sie ihre Mitgliedschaft sowohl in KPÖ als auch WPV in der jeweils anderen Vereinigung geheim halten musste.
1936 engagierte sie sich mit ihrem späteren Ehemann Max Langer (1902–1965) im  Spanischen Bürgerkrieg und wirkte im Sanitätsdienst der Internationalen Brigaden. 1939 Heirat und Emigration nach Uruguay, 1942 Übersiedlung nach Argentinien, wo sie als Analytikerin arbeitete. Marie Langer war maßgeblich an der Gründung der Asociación Psicoanalítíca Argentina (APA) beteiligt, geriet jedoch zwei Jahrzehnte später – wegen ihres gewerkschaftlichen Einsatzes und ihres Engagements für eine linke Psychoanalyse – in Konflikt mit dieser Organisation. 1971 verursachte ihr Vortrag Psychoanalyse und/oder soziale Revolution einen Skandal beim  IPA-Kongress in Wien und provozierte die kaptialsmuskonformen Strömungen der psychoanalytischen Orthodoxie. Ihr Referat wurde dann auch nicht, wie üblich im International Journal der IPA gedruckt – offiziell aus Platzmangel. Daraufhin trat Marie Langer aus IPA und APA aus.
In der Folge schloss sich die unermüdlich Kämpfende der plataforma-argentina an, einer psychoanalytischen Vereinigung, die sich für eine sozial und politisch aktive Psychoanalyse einsetzte. 1972 wurde Marie Langer zur Präsidentin der Federación Argentina de Psiquiatras (FAP) gewählt, sie gründete die Coordinadora Trabajadores de Salud Mental (CTSM), eine Initiative, die die Hierarchien im Krankenhaus aufheben wollte, und wurde 1974 als Assistenzprofessorin auf einen Lehrstuhl berufen. Marie Langer musste jedoch im selben Jahr Argentinien verlassen, weil ihr Name auf den Todeslisten der Alianza Anticomunista Argentina (AAA) stand. Sie ging nach Mexiko, später nach Nicaragua, wo sie am Aufbau eines psychosozialen Dienstes mitarbeitete, organisierte 1986 in Havanna den weltweit ersten Kongress Marxismus und Psychoanalyse und starb 1987 in Buenos Aires an Lungenkrebs.

## Schriften
- Maternidad y Sexo. Estudio psicoanalitico y psicosomatico. Buenos Aires 1951 (häufige Neuaufl. in mehreren lateinamerik. Ländern)
  - dt. Ausgabe: Mutterschaft und Sexus. Körper und Psyche der Frau. Freiburg 1988
- Fantasias eternas a la luz del psicoanálisis. Buenos Aires 1957
- Psicoterapia del grupo, su enfoque psicoanalítico. Buenos Aires 1957
- Sterility and envy. IJP 39, 1958, 139–143
- Ideología e idealización. Rev psicoanál 16 (4), 1959
- Die "Gestalt" einer Gruppe unfruchtbarer Frauen. Zeitschrift für psychosomatische Medizin 5, 1959, S. 53–62.
- Psychoanalyse – in wessen Dienst? Neues Forum, 28, (Sept./Okt.) 1971, S. 39–42.
- Vicisitudes del movimiento psicoanalitico argentino. In Franco Basaglia (Hrsg.): Razón, locura y sociedat. Mexiko 1978
- Über die Anwendung der Psychoanalyse beim Aufbau einer neuen Gesellschaft. Journal 8, 1983, 3–10
- Loyalität und Ambivalenz im Zusammenhang mit den Erfahrungen bei der Aufbauarbeit in Nicaragua. In: Journal 10, 1984, 69–74
- Psychoanalyse im Dienst des Volkes (Projekt salud mantal Nicaragua). Salzburg 1984
- Bericht über die Balintgruppen in Nicaragua. PsA-Info 24, 1985, S. 31–37.
- Von Wien bis Managua. Wege einer Psychoanalytikerin. Freiburg 1986
- Das gebratene Kind und andere Mythen. Die Macht unbewußter Phantasien. Freiburg 1987
- Die Macht unbewußter Phantasien. Evita Perón, Elisabeth I. und andere Mythen. Gießen 2003
- Psychoanalyse und/oder soziale Revolution. Vortrag in Wien 1971. In: Leben im Widerspruch. Marie Langer, Texte, Briefe, Begegnungen. Hg. Raimund Bahr, St. Wolfgang 2007
- (mit L. Grinberg und E. Rodrigué) Psychoanalytische Gruppentherapie. Praxis und theoretische Grundlagen. Stuttgart 1960
- (mit Jaime del Palacio und Enrique Guinsberg) Memoria, historia y diálogo psicoanalítico. Mexiko 1981

## Rezeption
2003 entstand der Film Marie Langer. Der Roman der Erinnerungen von Corinna Wichmann und Lester Y. Cano Alvarez.